# Санкилёкъигол
Санкилёкъигол (устар. Санклюк-Игол) — река в России, протекает по Ханты-Мансийскому АО. Устье реки находится в 28 км по левому берегу реки Ай-Котыгъёган. Длина реки составляет 40 км.
В 13 км от устья по левому берегу реки впадает река Велингъигол.

## Данные водного реестра
По данным государственного водного реестра России относится к Верхнеобскому бассейновому округу, водохозяйственный участок реки — Вах, речной подбассейн реки — бассейн притоков (Верхней) Оби от Васюгана до Ваха. Речной бассейн реки — (Верхняя) Обь до впадения Иртыша.
Код объекта в государственном водном реестре — 13011000112115200039740.